# Asociación de Fútbol de Indonesia
La Asociación de Fútbol de Indonesia (en Indonesio Persatuan Sepakbola Seluruh Indonesia) es el ente que rige al fútbol en Indonesia. Fue fundada en 1930 y afiliada a la FIFA en 1952. Es un miembro de la Confederación Asiática de Fútbol (AFC) desde 1954 y está a cargo de la Selección de fútbol de Indonesia y todas las categorías inferiores.

## Campeonatos de clubes
- Liga Indonesia (18 equipos de Primera división).
- Primera División de Indonesia (31 equipos de Segunda división).